# Yekəxana (Göyçay)
Yekəxana è un comune dell'Azerbaigian situato nel distretto di Göyçay. Conta una popolazione di 714 abitanti.